# Piracy Funds Terrorism
A Piracy Funds Terrorism Volume 1 - rövidebb címén Piracy Funds Terrorism - egy mixtape M.I.A. brit énekesnőtől és Diplótól. Olyan számokat tartalmazott, melyeket M.I.A. Arular című albumára szánt, más dalokkal keverve. Diplo otthonában, Philadelphiában vették fel a számokat. A mixtape hivatalosan nem jelent meg, viszont M.I.A. élő előadások során felhasználta a dalokat, illetve az interneten is promotálta velük debütáló albumát. Habár nem jelent meg albumként, rengeteg weboldal 2004 legjobb albumai közé sorolható.

## Háttér
2003-ban és 2004-ben folytak az Arular munkálatai, a lemezt 2004 szeptemberében tervezték kiadni. Először decemberre, majd 2005-re halasztották kiadását. M.I.A. megismerkedett Diplo-val, aki szívesen dolgozott vele. Munkáik nem lettek virágzóak, végül egy mixtape-t alkottak, mely az elhalasztott albumot promotálta. M.I.A. emiatt tovább maradt az Egyesült Államokban.

## Zene és albumborító

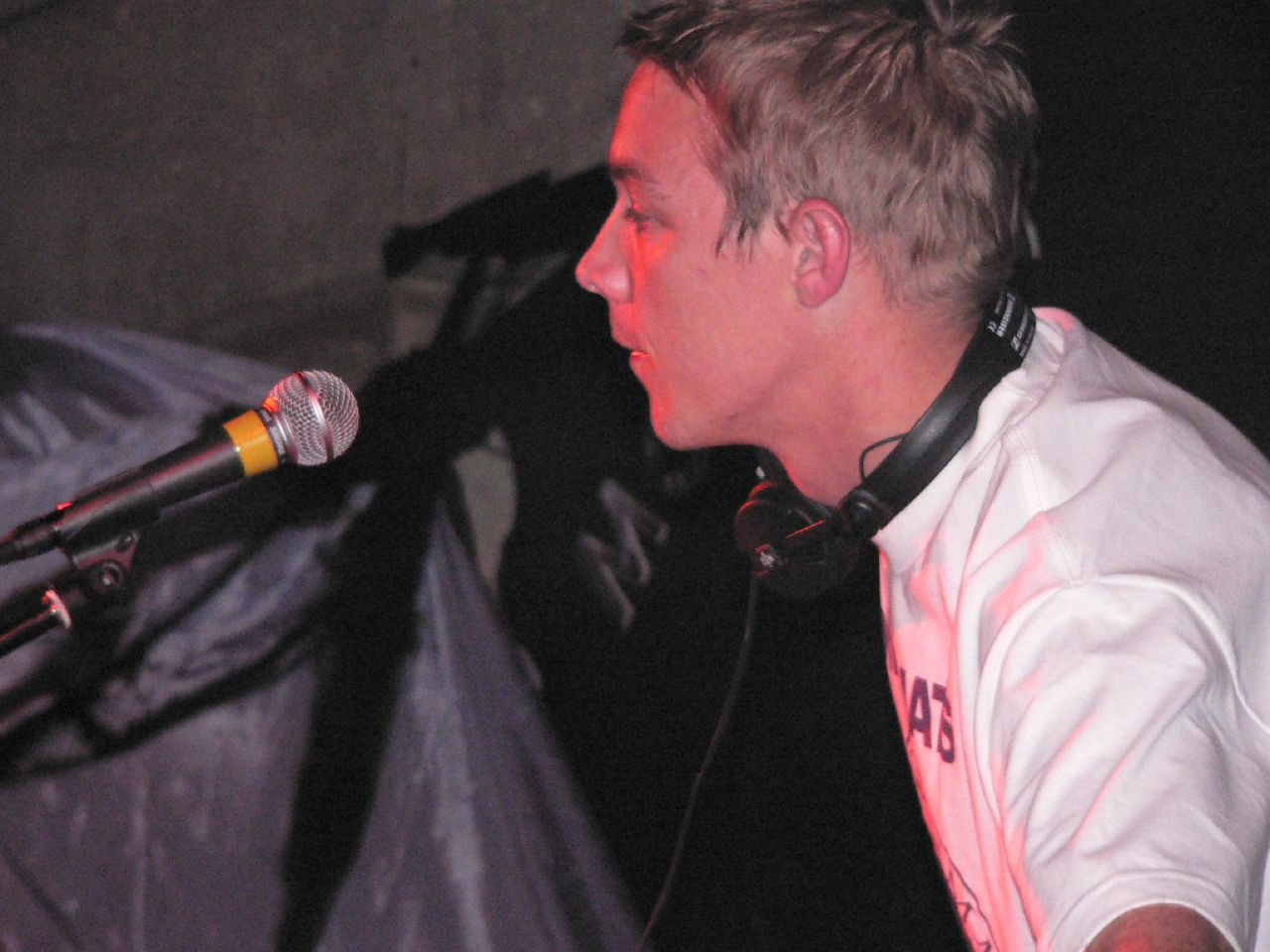
Diplo munka közben.

A mixtape korábbi, Arular című albumra készült dalokat tartalmaz, sample-ök mellett, mint a Walk Like an Egyptian, Big Pimpin' és Push It. Baby, dead Prez, Missy Elliott, Ciara, LL Cool J és Cutty Ranks dallamai is hallhatóak. Legális engedélyt nem kaptak ezek használatához, így nem árusíthatták a mixtape-t. A pop és hiphop mellett rengeteg globális stílus megjelent a mixben. A Galang reggaeton és baile funk stílusjegyeket tartalmaz.
A borítón M.I.A. egy „Complaints Department” feliratú pólóban áll. A cím alatt különböző képek sorakoznak.

## Számlista

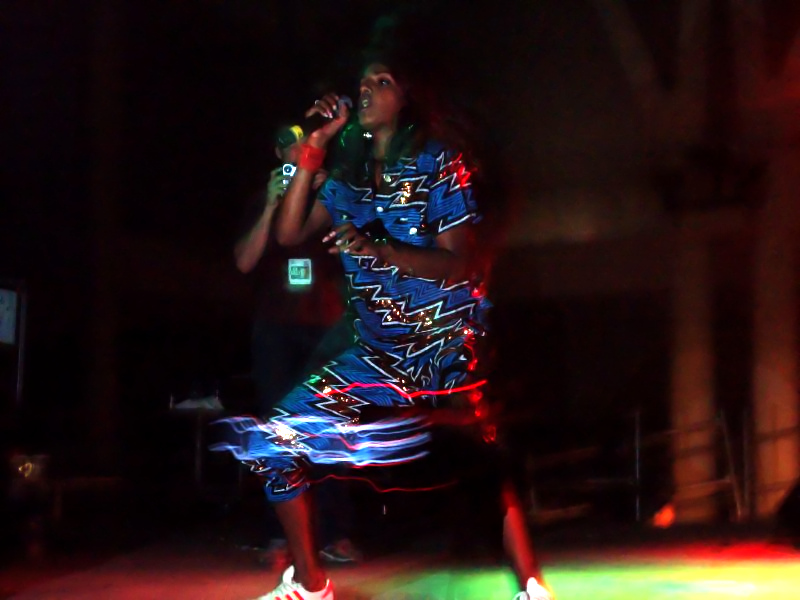
M.I.A. 2005-ben.

| #  | Cím                                             | Hossz |
| -- | ----------------------------------------------- | ----- |
| 1  | Galangaton (Diplo Mix)                          | 2:02  |
| 2  | Galang közreműködik Li'l Vicious                | 2:57  |
| 3  | LL Cool J/Cavemen - Two Bit Rhythm (M.I.A. Mix) | 2:39  |
| 4  | Fire Bam (Diplo Mix)                            | 2:40  |
| 5  | Fire Fire                                       | 3:33  |
| 6  | M.I.A./Missy - One for the Head Skit            | 1:37  |
| 7  | Amazon (Diplo Mix)                              | 3:32  |
| 8  | The Clipse - Definition of a Roller             | 3:14  |
| 9  | M.I.A./Cutty Ranks                              | 3:23  |
| 10 | M.I.A.                                          | 3:10  |
| 11 | You’re Good (Diplo Mix)                         | 3:04  |
| 12 | Pop                                             | 2:35  |
| 13 | Sunshowers (Diplo Mix)                          | 3:00  |
| 14 | Baile Funk One                                  | 2:15  |
| 15 | Bucky Done Gun                                  | 2:45  |
| 16 | Baile Funk Two                                  | 1:44  |
| 17 | China Girl (Diplo Mix)                          | 2:08  |
| 18 | Baile Funk Three                                | 1:24  |
| 19 | Lady Killer (Diplo Mix)                         | 3:22  |
| 20 | U.R.A.Q.T. (Diplo Mix)                          | 2:45  |
| 21 | Bingo (Diplo Mix)                               | 3:19  |